# Christus von Harghita

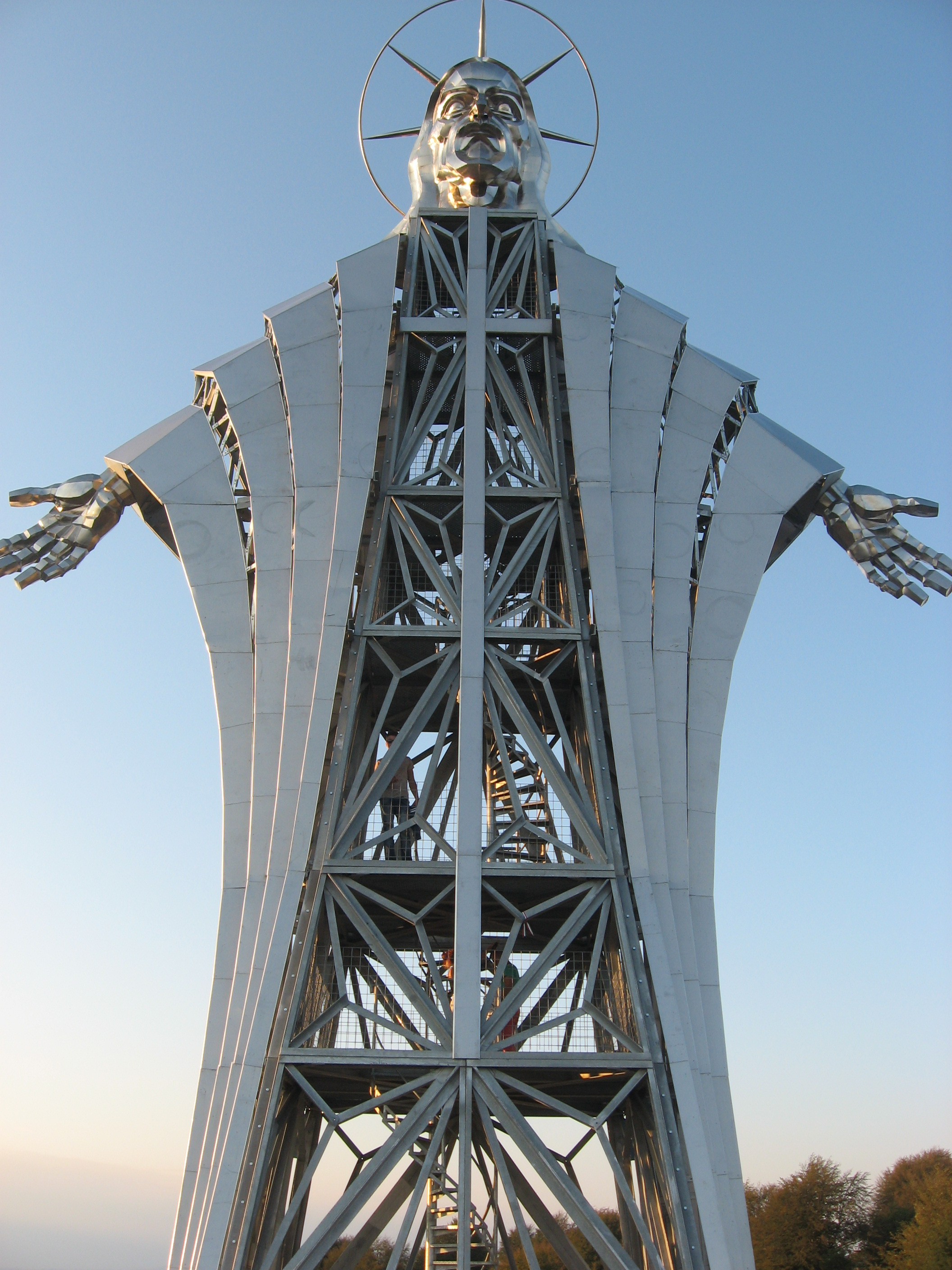
Christus von Harghita

Der Christus von Harghita (auch: Herz Jesu-Statue) ist eine 22 Meter hohe Christusstatue aus Edelstahl in der Gemeinde Lupeni (ungarisch: Farkaslaka, deutsch: Wolfsdorf) im Kreis Harghita in Siebenbürgen, Rumänien. Sie wurde vom Bildhauer Walter Zawaczky in Anlehnung an den berühmten Cristo Redentor in Rio de Janeiro gestaltet. Die Statue wurde im Dezember 2011 fertiggestellt und am 17. August 2013 eingeweiht.

## Beschreibung
Die Statue steht auf 953 Meter ü. M., am höchsten Punkt des Dorfes Lupeni. Im Inneren führt eine zentrale Wendeltreppe in den Kopf, von wo aus ein weiter Ausblick auf die Landschaft möglich ist.
Die Erbauer verwendeten über 60 Tonnen Stahl. Für die Hände und den Kopf wurden 200 Quadratmeter Stahlblech modelliert. 
Die Einheimischen hoffen, dank des Denkmals zu einem Wallfahrtsort zu werden und damit die 200.000 Euro, die sie investiert haben, zu amortisieren. Das Geld stammte von örtlichen Unternehmen und aus privater Hand.
Sie ist die vierthöchste Christusstatue in Europa. Geplant ist die Installation einer Beleuchtung, um sie in der Nacht sichtbar zu machen.

## Kritik
Das Kunstwerk wurde vielfach kritisiert, vor allem wegen seiner enormen Größe und wegen des Aussehens. Die Einheimischen und die Presse waren gespalten. Für einige Gegner ist die Metallskulptur ein Fremdkörper in der sie umgebenden Landschaft und in der Tradition der ungarischen Szekler; hätte man Materialien aus der Umgebung genommen, Stein und Holz, so wäre dies viel passender gewesen. Manche nennen die Statue den „Blech-Christus“, was eine negative Wertung bedeutet. Für andere strahlt die Figur eine wahrhaft religiöse Erfahrung aus. Viele der Unterstützer denken, dass sie eine großartige Touristenattraktion und mit der Zeit ein Wahrzeichen des Gebietes werden wird.